# 87式対潜ロケット
87式対潜ロケット発射機は中華人民共和国が開発した対潜迫撃砲。250mm口径、6連装で、ロケット弾とされた爆雷を投射するものであり、旧ソビエト連邦のRBU-1200をもとに中国が開発してきた対潜ロケット発射機シリーズの最終発達型である。

## 概要
中国は従来、ソビエト連邦のRBU-1200をもとにした62式、またその改良型の65式対潜ロケット発射機を運用してきた。これは、事実上RBU-1200と同一であり、250mm口径、5連装で、最大射程は1,200メートルであった。その後、65式をもとに発展させた81式（EDS-32）が開発された。これは砲身を1本増やして6連装化するとともに、射程を3,200メートルに延伸しており、RBU-3200とも通称される。
87式対潜ロケット発射機は81式の発展型であり、2段式ロケット弾の採用によって、最大射程を5,000メートルに延伸している。1990年頃以降建造された艦艇に搭載されている。

## 搭載艦艇
中国人民解放軍海軍
- 江凱型フリゲート
- 江衛型フリゲート
- 江滬V型フリゲート

 パキスタン海軍
- ズルフィカル級フリゲート